# 세네게
세네게(Seneghe, 사르데냐어: Sèneghe)는 이탈리아 사르데냐 주 오리스타노도에 있는 코무네이다. 칼리아리에서 북서쪽으로 약 110 킬로미터 (68 mi), 오리스타노에서 북쪽으로 약 20 킬로미터 (12 mi) 떨어져 있다. 2004년 12월 31일 기준으로 인구는 1,944명이고 면적은 57.8 제곱킬로미터 (22.3 mi2)이다.
세네게는 다음 자치단체와 접해 있다: 보나르카도, 쿨리에리, 밀리스, 나르볼리아, 산투루수르주.